# Arielle Scarcella

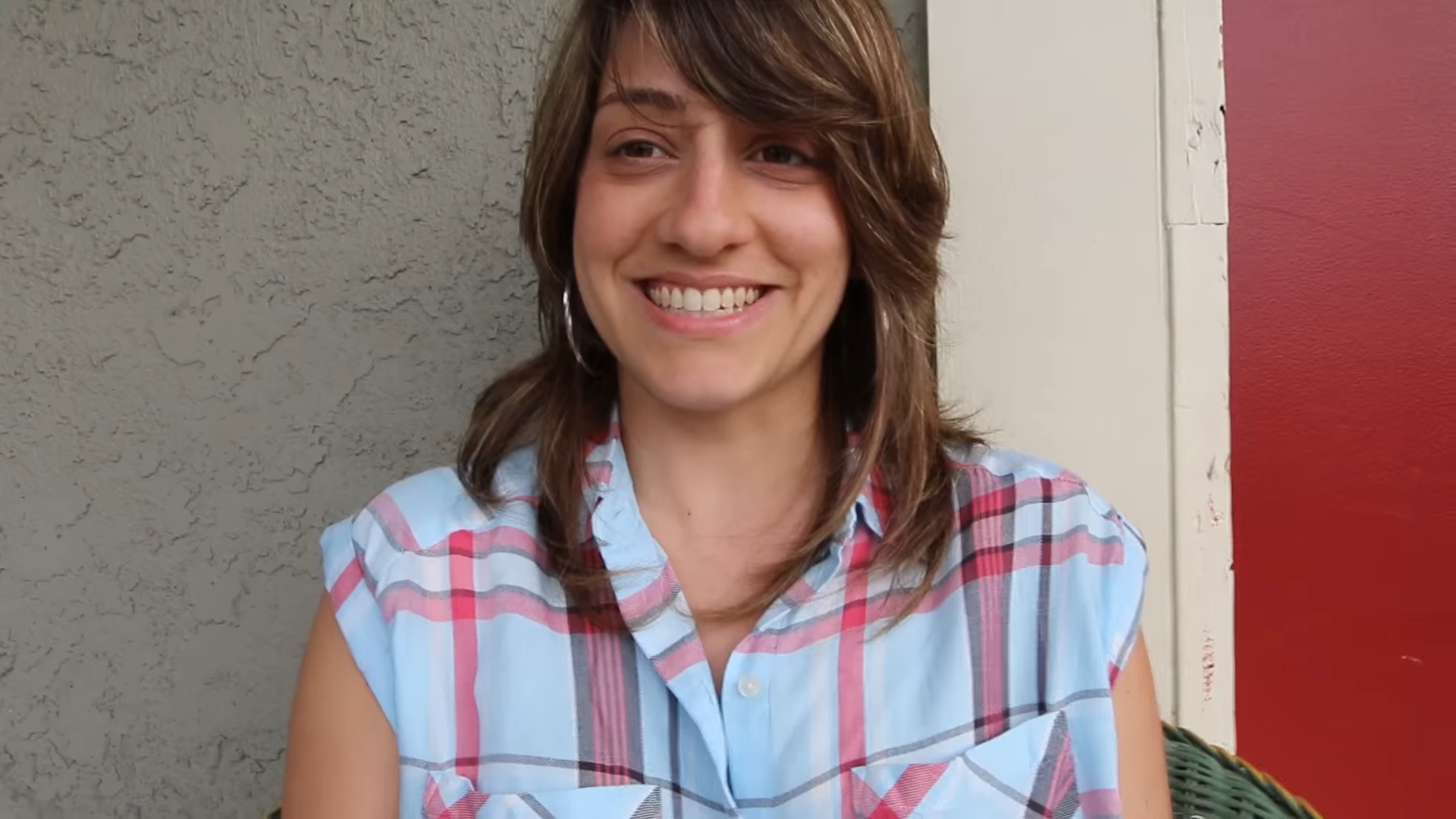
Arielle Scarcella, 2016

Arielle Scarcella (* 19. Juli 1986) ist eine US-amerikanische YouTube-Vloggerin. Scarcella studierte von 2004 bis 2008 am Pratt Institute und hält einen Bachelor-of-Arts-Abschluss in Art Direction/Graphic Design. Ihre Beiträge wurden aufgegriffen und kommentiert u. a. von Huffpost, BuzzFeed, Daily Mail, The New Statesman, The New York Times, Bild, und Brigitte. Ihre Videos geben oft humoristisch dargebotene Sexualratschläge und befassen sich mit der Lebenswelt junger Frauen - insbesondere junger Lesben. Seit 2018 kommentiert Scarcella zunehmend gender- und transpolitische Aussagen und Positionen verschiedener LGBT-Gruppen und Aktivisten.
Scarcella startete ihren mit Woman - Culture - Conversation überschriebenen Youtube-Kanal im April 2009. Sie hatte im September 2021 675.000 Abonnenten und knapp 200 Mio. Seitenaufrufe. Der seit 2012 ebenfalls von ihr betriebene Kanal GirlfriendTV kommt auf 226.000 Abonnenten und knapp 25 Mio. Seitenaufrufe (10/2021). Eine Kickstarter-Kampagne für eine 36-teilige Serie zur Geschichte der LGBT-Community brach Scarcella im Januar 2015 ab. Die LGBT-Publikation The Advocate hat auf mehrere „trending“ Videos von Scarcella hingewiesen. 2017 wurde sie in der Kategorie LGBTQ+ YouTube Channel für einen Shorty Award nominiert.

## Videos und Rezeption
Howard Bragman, „PC Guru“ bei der Huffpost, bezeichnet Scarcella im April 2013 als „Lesbian YouTube Rock Star“, deren virale Videos häufige Stereotype und Fehlvorstellungen aufgreifen, die die „Schwesternschaft der Lesben“ umkreisten.
Im April 2014 produzierte Scarcella zusammen mit der Mixed-Martial-Arts-Transfrau Fallon Fox ein Video zur Frage, ob Transfrauen Vorteile im Sport haben. Laut Fox habe niemand nachprüfbare Beweise dafür zeigen können, dass Transfrauen einen Wettbewerbsvorteil haben. James Nichols from der HuffPost schließt aus dem Video auf die Antwort „Nein“. Das Video ist allerdings nicht mehr über GirlfriendTV verfügbar. In „Straight Girls Explain: Penetration Vs Oral“ berichtet Scarcella im Juli 2014 über eine Umfrage unter 500 hetero- und 500 homosexuellen Frauen zu sexuellen Vorlieben. Lesben bevorzugten stärker Oralsex. Das Video (> 6,2 Mio. Aufrufe) dokumentiert eine „nuacierte Diskussion“ unter heterosexuellen Frauen über die Gründe für das Ergebnis. In einem September-Video von GirlfriendTV interviewt Scarcella zwei männliche Homosexuelle, die sich entschieden hatten, keinen Sex vor der Ehe zu haben. Im Monat zuvor ging es um bestärkende („empowering“) Namen für die eigene Vagina und im Rahmen einer „TransWomen Week“ um Fragen lesbischer und transsexueller/transgender Identität. Die Huffpost lobte die Videos als „geistreich“ und „einsichtsvoll“.
In "Lesbians Explain: Butts vs. Boobs" (März 2015) fordert Scarcella die begrenzte Repräsentation queerer Frauen in den Medien heraus. Im Juli versammelt sie eine Gruppe lesbischer Vlogger um herauszufinden, ob es allein anhand pornografischen Filmmaterials möglich sei, auf die sexuelle Orientierung der Pornodarstellerinnen in Girl-on-Girl-Szenen zu schließen. Im Endeffekt sei dies unerheblich, so Scarcella, da die sexuelle Orientierung nichts damit zu tun habe, wie lesbische Sexualität ausgedrückt werde. Im Februar hatte Scarcella gefragt, ob Lesben in der Lage seien, allein anhand von Fotos andere Lesben zu erkennen. Einen erfolgreichen Gaydar führte Scarcella darauf zurück, dass queere Frauen einander an ihrem Selbstbewusstsein erkennen würden. Ende des Jahres erschien Scarcella in einem Video befreundeter lesbischer Vloggerinnen, bei dem Lesben zum ersten Mal im Leben einen Penis berühren. "Ich wollte es machen um der Welt zu beweisen, dass alle Körper schön sind. Und Du brauchst nicht von jedem einzelnen/einem spezifischen Körper angezogen sein, um sie dennoch wertschätzen zu können”, so Scarcella.
2016 berichtete die New York Times über das Phänomen der „Sex Ed Queens“ auf Youtube. Scarcella bringe hier eine lesbische Perspektive ein. Sie bediene den Appetit des Internets für voyeuristische Experimente mit Titeln wie „Bi-interessierte Mädchen küssen sich zum ersten Mal“ (2015; >3 Mio. Abrufe) oder „Frauen machen Geschmackstest mit ihren eigenen Vaginen“ (2016; >2 Mio. Abrufe). Es schlössen sich dann Ratschläge über Selbstvertrauen, sexuelle Gesundheit und Toleranz an - z. B. um Frauen dabei zu helfen, Oralsex anzunehmen. Im März 2016 warf Scarella Fragen zum Umgang von Lesben mit verschiedenen Sexspielzeugen auf. Ein Video vom Mai beschreibt die Erfahrungen von heterosexuellen Frauen bei der Benutzung eines Strap-Ons. Es geht Scarcella darum zu zeigen, dass alle Arten von Männern Freude an empfangendem Analverkehr haben können. Viele Frauen hätten kein Problem mit einer aggressiveren sexuellen Rolle. Im Juni veröffentlichte Scarcella zu den Dating-Erfahrungen von Lesben und bisexuellen Frauen. Einander datende queere Frauen hätten genau die gleichen Probleme wie alle anderen. Eine große Resonanz (>13 Mio. Aufrufe) erfuhr ein Beitrag vom Oktober, in dem die Transfrau Maia Monet Scarcella ihre Neovagina zeigte. Monet hatte das Video vorgeschlagen, um zur Entmythologisierung von transgender Körpern beizutragen. Im Dezember zeigten sich Scarcella und ein befreundeter, schwuler Youtuber gegenseitig ihre Geschlechtsteile. Die positive Reaktion des Schwulen war „einfach goldig“. Was laut Bild wie ein Spaßvideo begann, sei fast zu einem Lernvideo geworden. Marissa Higgins nennt Scarcella auf Platz drei einer Liste von acht LGBTQ-Facebookseiten, denen es sich lohnt zu folgen. Sie zeichne sich durch Produktivität sowie ihre mutige und freundliche Persönlichkeit aus.
Im Februar 2018 erschien ein Gespräch von Scarcella mit der transsexuellen Youtuberin Blaire White, in dem es um die Frage geht, wen Lesben sexuell anziehend finden. Scarcella betont, dass sie ausschließlich von physisch weiblichen Körpern angezogen werde. Post-operative Transfrauen können dazugehören, prä-operative nicht. Dies sei keine änderbare sexuelle Präferenz, sondern Teil ihrer nicht änderbaren sexuellen Orientierung. Das Video ist in Teilen eine Reaktion auf Behauptungen von Riley Dennis. Dennis versuchte für das intersektionale Webangebot von Everyday Feminism zu erklären, dass hinter eingeschränkten sexuellen Präferenzen, die etwa Transpersonen aufgrund ihrer Genitalien ausschließen, gesellschaftliche Vorurteile liegen, die langsam verlernt werden können. Wer Abscheu einer Transfrau gegenüber ausdrückt, die er/sie für eine „cis Frau“ gehalten hat, reagiere transphobisch - fasst Abigail Curlew Dennis' Argumentation zusammen. Scarcella und White würden Dennis' Argumente verdrehen; sie müssten kritisch die üble Wirkung ihrer Reichweite und ihres Einflusses überprüfen. Ende 2018 veröffentlichte Scarcella das Video „Liebe Transfrauen, hört damit auf, 'Girl Dick' Lesben aufzudrängen“. Das Video wurde von der AfterEllen, einem reichweitenstarken popkulturellem Webangebot für LBGT-Frauen, aufgegriffen und retweetet. Der Tweet löste einen „Feuersturm“ von Auseinandersetzungen mit anderen LGBT-Publikationen aus, der seit Jahrzehnten bestehende Feindseligkeiten innerhalb der Lesbenbewegung an das Licht der Öffentlichkeit gebracht hat.
Am 21. Februar 2020 zeigte Scarcella ein Video, in dem sie ihre Entscheidung erklärt, die „verrückte progressive Linke“ zu verlassen. PinkNews nennt Scarcella unmittelbar darauf eine „transphobe Youtuberin“, deren Coming-out als Konservative keinen überrascht habe. Scarcella betont, dass sie eine Lesbe sei, die nicht daran glaubt, dass Geschlecht ein soziales Konstrukt sei, dass heterosexuelle „cis Männer“ böse seien, dass Vorlieben für bestimmte Genitalien transphob seien oder dass männliche Sexualverbrecher in Frauengefängnisse gehörten.

## Sonstiges politisches Auftreten
Im Februar 2020 war Scarcella eingeladen worden, an einer Gesprächsrunde zu lesbischen Themen im Rahmen des Sydney Gay and Lesbian Mardi Gras (SGLMG) in Australien teilzunehmen. Eine Online-Petition kritisierte die Einladung an Scarcella und fragte, ob die Veranstalter „Transphobie unterstützen“ wollten (endorse and sponsor transphobia). Nachdem eine andere vorgesehene Teilnehmerin an der Gesprächsrunde abgesagt hatte, strich SGLMG die Veranstaltung aus dem Programm. Scarcella beschwerte sich, dass dieses Deplatforming die einzige sich allein an Lesben richtende Veranstaltung beim SGLMG getroffen habe; sie warf SGLMG Homophobie vor. Über die Kontroverse wurde von der größten australischen Tageszeitung, The Australian, berichtet; die australische Ausgabe von Sky News führte ein längeres Interview mit Scarcella.
Im Oktober 2020 kam Scarcella ausführlich in einem pro-Donald-Trump-Video der Log Cabin Republicans zu Wort, einer konservativen LGBT-Organisation. Shannon Keating nennt das Video „ridicuously memeable“ und kritisiert an diesem Beispiel, dass anti-trans Vorurteile unauflöslich mit der Ideologie der Weißen Überlegenheit verwoben seien. Laut NBC News habe Scarcella ihre Unterstützung für Trump ihrer Social-Media-Marke einverleibt.
Als im März 2021 der Hashtag #superstraight auf Twitter aufkam, erklärte Scarcella, dass diese sexuelle Orientierung nicht existieren würde, wenn alle Menschen einander einfach zugestehen würden, von denjenigen sexuell angezogen zu werden, von denen sie nun einmal angezogen würden.